# Helmut Kohl (politikus)
Helmut Josef Michael Kohl (Ludwigshafen, 1930. április 3. – Oggersheim, 2017. június 16.) német kereszténydemokrata politikus, a Német Szövetségi Köztársaság kancellárja 1982 és 1998 között. Németország újraegyesítése érdekében végzett tevékenységéért a német egység atyjának tekintik és az Európai Tanács az Európa díszpolgára címmel tüntette ki.

## Fiatalkora
Egy bajor származású adóhivatalnok és egy háztartásbeli gyermekeként született. A második világháború során bátyja elesett, őt pedig a háború végén behívták, de harcolnia már nem kellett.
Alap-, illetve középfokú tanulmányait szülővárosában végezte. 1950-ben vették fel a Frankfurti Egyetemre, ahol jogi tanulmányokat folytatott, majd 1951-től a Heidelbergi Egyetemen hallgatott történelmet és államtudományokat. 1956-ban diplomázott, majd az egyetem Alfred Weber Intézetének lett tudományos munkatársa. 1958-ban doktorált, disszertációjának címe A politikai fejlődés Pfalzban és a pártok újjáéledése 1945 után (Die politische Entwicklung in der Pfalz und das Wiedererstehen der Parteien nach 1945) volt. Ezután egy ludwigshafeni vasöntöde igazgatósági asszisztense, később a Vegyipari Szövetség referense lett.

## Politikai pályafutása
Már 1946-ban belépett a CDU-ba és egy évvel később annak helyi ifjúsági szervezetének alapítója volt. 1953-ban az ifjúsági szervezet rajna–pfalzi tartományi ügyvezető elnökségének tagja lett, egy évvel később megválasztották a Fiatal Unió (Junge Union) rajna–pfalzi alelnökévé, 1955-ben pedig a párt tartományi elnökségébe választották be.
1959-ben a párt ludwigshafeni körzeti elnöke lett, majd 1960 és 1969 között a városi tanács CDU-frakciójának vezetője is volt. 1961-ben a rajna–pfalzi tartományi gyűlés (melynek 1959-ben lett tagja) CDU-frakciójának helyettes vezetőjévé, majd 1963-ban vezetőjévé választotta. 1964-ben a CDU pfalzi elnöke, majd 1966-ban a párt tartományi elnöke lett, majd 1967-ben a párt országos elnökségének tagjává is választották.

### Tartományi miniszterelnökként

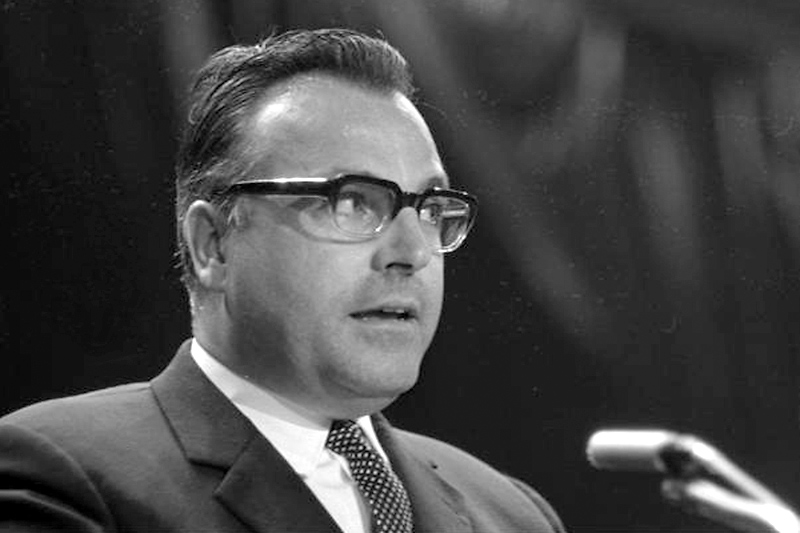
Helmut Kohl 1969-ben

A tartományi gyűlés 1969. május 13-án választotta meg Peter Altmaier utódjaként a tartomány miniszterelnökévé. Legfontosabb döntései között volt a Trier-Kaiserslauterni Egyetem megalapítása és a közigazgatási reform volt. (Az egyetem azóta két különálló egység.)
1971-ben sikertelenül indul pártja szövetségi elnöki posztjáért, alulmaradt Rainer Barzellal szemben. Két évvel később (Barzel sikertelen, Willy Brandt elleni bizalmatlansági indítványa után egy évvel) azonban sikerült megszereznie a pozíciót, melyet hosszú ideig viselt.

### Ellenzéki vezetőként
Az 1976-os szövetségi parlamenti választáson először volt pártja kancellárjelöltje. Bár a CDU/CSU 48,6%-kal alig maradt el az abszolút többségtől, mégis az SPD és az FDP alkotta szociálliberális koalíció került kormányra. Kohl ekkor lemondott tartományi miniszterelnöki tisztségéről és a bonni Bundestag CDU/CSU-frakciójának vezetője lett. Az elveszített választás után a bajor testvérpárt, a CSU olyan döntést hozott, mely szerint felbontja a frakcióközösséget a CDU-val (ún. Kreuther Trennungsbeschluss). Kohlnak sikerült megakadályoznia a lépést, de az 1980-as parlamenti választáson a CSU akkori elnökének, Franz Josef Straussnak kellett átadnia a kancellárjelöltséget. Az elvesztett választás után Strauß maradt Bajorországban, így Kohl maradt a frakcióvezető és így az ellenzék vezetője is.

### Kancellárként

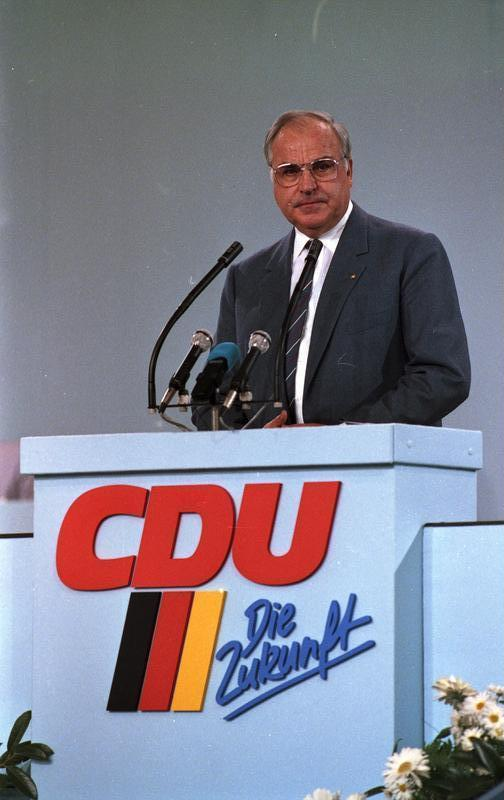
Helmut Kohl 1986-ban

1982-ben, mikor súlyos gazdaságpolitikai nézeteltérések miatt felbomlott a szociálliberális koalíció, az uniós pártok és az FDP koalíciós tárgyalásokba kezdett (amelyet a német köznyelv mint Wende (fordulat) titulált).
1982. október 1-jén, az NSZK történetének első sikeres bizalmatlansági indítványa után Helmut Schmidt addigi ügyvezető kancellárt váltotta a kormányfői széken. A koalíciós csere a liberális párton belül vitatott volt (1980-ban koalíciós megállapodás az SPD-vel, kellő legitimitás hiánya). A legitimitási kérdést megoldandó, Kohl egy vitatott lépést tett, bizalmi szavazást kért maga ellen. 1982. december 17-én formálisan megvonták a bizalmat az új kancellártól. Karl Carstens akkori szövetségi elnök hosszú gondolkodás után oszlatta csak fel a Bundestagot és néhány képviselő indítványt intézett a Szövetségi Alkotmánybíróságnak, de azt elutasította.
Az 1983-as parlamenti választáson a koalíció pártjai nyertek (bár az FDP méreteihez képest súlyos veszteségeket szenvedett). A CDU/CSU számára ez volt történetük második legnagyobb választási eredménye (48,8%). Első teljes ciklusában elfogadtatta a NATO fegyverkezési döntését az alsó-, ill. felsőházban (amely ellen az akkor erős német Békemozgalom (Friedensbewegung) hevesen ellenkezett). Kohl fontos lépéseket tett a francia–német megbékéléshez. 1984-ben találkozott François Mitterrand akkori francia elnökkel a verduni csata helyszínén, ahol a két világháború áldozataira emlékeztek. Később is szoros volt a két államférfi viszonya, a két ország több közös projektet indított (például kétnyelvű televíziós csatorna, az európai integráció előmozdítása a Maastrichti szerződéssel, stb.).
Első nagy botránya az ún. Flick-ügy volt. Ebben a Flick-konszern illegális pénzfizetéseket tett több vezető politikusnak és több dokumentumban fellelhető volt Kohl neve is. A Bundestag, ill. a mainzi tartományi gyűlés vizsgálóbizottságai előtt több információt eltitkolt vagy nem a valóságnak megfelelő adatokat szolgáltatta, emiatt hamis tanúzás miatt feljelentették, de elkerülte a pert.
1984-ben ő volt az első német politikus, aki a Kneszetben felszólalt. 1985-ben Ronald Reagan amerikai elnökkel a bitburgi katonai temetőben helyezett el koszorút. Az esemény nagy vitákat kavart, mert a temetőben a Waffen-SS tagjai is nyugszanak.
Amikor 1989. november 9-én leomlott a berlini fal, Kohl előterjesztett egy tíz pontos programot a két Németország egyesítésére. 1990-ben a két német állam aláírta a pénzügyi-, a gazdasági és a szociális unióról szóló szerződést. Végigvitte a sokak által kritizált 1:1-es átviteli árfolyamot a nyugat-német és a kelet-német márka között, mely később sok nehézséget okozott a kelet-német vállalatoknak. Kohlnak sikerült elérnie a győztes országokkal a német egyesítést, illetve a kelet-német területek NATO-integrációját. 1990-ben, az egyesítés utáni első szövetségi parlamenti választáson újra győzni tudott, amit 1994-ben meg tudott ismételni. Ebben a ciklusban, mely az utolsó volt, jelentős külpolitikai sikereket ért el (Frankfurt am Main mint az Európai Központi Bank székhelye, az Euró fokozatos bevezetése). Belpolitikailag az SPD-vezette felsőház miatt stagnálás mutatkozott.
1998-ban elvesztette a választást a Gerhard Schröderrel felálló SPD-vel szemben, így tizenhat év után ért véget kancellári pályafutása. Ugyanebben az évben lemondott pártelnöki posztjáról is.
2002-ben már nem indult a szövetségi gyűlési választáson, így huszonhat év után befejezte aktív politikai működését.

### A pártadomány-ügy
A CDU választási veresége után Kohl elhallgatta, hogy egy körülbelül 1,5-2 millió márkás adomány honnan származik (holott az akkor hatályos törvényi szabályozás a nyilvánosságra hozatalt kötelezővé tette volna). Kohl kifejtette, hogy a pénzeket úgy vette át, hogy becsületszavát adta, hogy nem hozza nyilvánosságra a neveket. A botránnyal a Bundestag egy vizsgálóbizottság keretében foglalkozott. A bonni ügyészség eljárást indított Kohl ellen, de csekély bűnösség miatt háromszázezer márka megfizetése után berekesztették a pert.

### Kancellári működése után
Amikor a kelet-német titkosszolgálat, a Stasi iratait akarták nyilvánosságra hozni, akkor Kohl tiltakozott a saját aktájának publikálása ellen. Az ügy egy hatalmas közigazgatási bírósági eljárásba torkollott, melynek végeredménye az lett, hogy érzékeny adatainak publikálását nem köteles tűrni.
A 2006-os olasz parlamenti választáson a baloldal jelöltjét, Romano Prodit támogatta a CDU olasz testvérpártjának jelöltje, Silvio Berlusconi ellenében. Kohl lépését azzal indokolta, hogy Prodit nagy európainak tartja.
2007-ben José Manuel Durão Barroso, az Európai Bizottság elnöke és Mihail Szergejevics Gorbacsov volt szovjet elnök Nobel-békedíjra jelölték.

## Családja
1960-ban vette feleségül Hannelore Rennert, aki idegen nyelvi levelezőként dolgozott, és Hannelore Kohlként később maga is fontos politikai szereplővé vált. Két gyermekük született. Felesége élete utolsó éveiben súlyos fényallergiában szenvedett, emiatt 2001-ben öngyilkos lett. Kohl 2005-ben ismerkedett meg Maike Richter újságírónővel, akit 2008-ban feleségül vett.

## Díjai, elismerései
Számos magas szintű kitüntetésben és elismerésben részesült. Több neves intézmény tiszteleti tagja és település díszpolgára.
- Károly-díj (1988)
- Európa díszpolgára (1998)
- Elnöki Szabadság-érdemrend (1999)
- Konrad Adenauer-díj (2006)

## Megjelent könyvei
- Zwischen Ideologie und Pragmatismus (Ideológia és pragmatizmus között, 1973)
- Konrad Adenauer 1876/1976 (1976)
- Die Deutsche Einheit. Reden und Gespräche (beszédek, interjúk, 1992)
- Der Kurs der CDU. Reden und Beiträge des Bundesvorsitzenden 1973–1993 (beszédek, 1993)
- Ich wollte Deutschlands Einheit (Németország egységét akartam)
- Mein Tagebuch 1998–2000 (napló, 2000)
- Erinnerungen. 1930–1982 (emlékirat, 2004)
- Erinnerungen. 1982–1990 (emlékirat, 2005)
- Erinnerungen. 1990–1994 (emlékirat, 2007)

### Magyarul
- Németország egységét akartam; szerk. Kai Diekmann, Ralf Georg Reuth, előszó Németh Miklós, ford. Striker Judit; Zrínyi, Bp., 1998
- A fal leomlásától az újraegyesülésig; ford. Csősz Róbert; Antall József Tudásközpont, Bp., 2014
- Aggodalom Európáért. Felhívás; ford. Csősz Róbert; Antall József Tudásközpont, Bp., 2016